# Standing on the Shoulder of Giants
Standing on the Shoulder of Giants (рус. Стоя на плече гигантов) — четвёртый студийный альбом британской группы Oasis.
Пластинка вышла 28 февраля 2000 года и заняла первое место в чарте Великобритании. Диск был распродан тиражом около 300 000 экземпляров в первую неделю после релиза. Standing on the Shoulder of Giants получил двойную платиновую сертификацию от Британской ассоциации производителей фонограмм и был также распродан тиражом в более 200 000 копий в Соединённых Штатах.
Большинство музыкальных критиков и поклонников группы признают этот альбом одной из худших работ Oasis из-за того, что звучание альбома слишком отличается от звучания предыдущих. Возможно это связано с тем, что в процессе записи альбом покинули два неизменных участника группы Бонхэд и Гигcи.
Альбом представляет собой эффективную психоделическую запись, с комплектами партий барабанных петель, сэмплов, электро-ситаров, меллотронов, синтезаторов и конечно же гитар, что делает его более экспериментальным, в связи с влиянием электроники и психоделического рока. Такие песни, как «Go Let It Out», написанная под влиянием индийской музыки «Who Feel Love?» и прогрессивная «Gas Panic!» является основными примерами изоляции группы от их более раннего стиля.
Название альбома позаимствовано из известного высказывания Исаака Ньютона: «Если я видел дальше других, то потому, что стоял на плечах гигантов» Ноэл записал эту фразу, будучи в пабе; наутро он обнаружил, что записал её с ошибкой — «на плече».

## История записи
Ноэл Галлахер увидел эту цитату на задней стороне двух-фунтовой монетки, впервые выпущенной в 1998 году, находясь в пабе. Цитата очень понравилась музыканту и он посчитал, что она будет подходящим названием для нового альбома британского коллектива. После этого, он переписал её на одну из сторон своей сигаретной пачки будучи в состоянии алкогольного опьянения. На следующее утро, он понял, что записал цитату «Стоя на плече гигантов».
В связи с уходом Алана МакГи и двух остальных участников группы — Пола «Боунхэда» Артурса и Пола «Гигзи» МакГигана, в то время когда они участвовали в производстве альбома, некоторые его части должны были быть полностью переписаны по юридическим причинам. Таким образом, альбом официально включал в себя участие только братьев Галлахеров и барабанщика Алана Уайта, что также подтверждает надпись на «рукаве» альбома.
Ноэл принял решение отказаться от оборудования, использовавшегося при записи трёх предыдущих пластинок группы, и взамен, купить "странно-звучащие'' педали, старые гитары и маленькие усилители, что, по его словам, позволило б «побездельничать пару деньков» и попытаться придумать новые музыкальные созвучности.

## Обложка альбома
На обложке — фотография Нью-Йорка. Её особенность в том, что пейзаж Нью-Йорка как бы поделен на две части: слева утренний город, который перетекает в ночной ближе к правой части. Для того чтобы создать эффект перехода неба из ночи в день, фотограф Эндрю МакФерсон сделал 18 фотографий за один день. И после обработки на компьютере получился такой эффект. На крыше одного из небоскрёбов пять человек играют в футбол. Изначально предполагалось, что это будут участники группы, но в процессе подготовки обложки из группы ушли Боунхэд и Гигзи, а новых участников ещё не приняли, поэтому были сфотографированы другие люди. Их же можно увидеть вблизи на обложке сингла «Go Let It Out».
Также на обложке использован новый логотип группы, нарисованный новым гитаристом группы Гемом Арчером. Этот новый логотип группы нарисовал Гем для того, чтобы наклеить на свою гитару. Но картинка очень понравилась Ноэлю, и он предложил поместить её на обложку нового альбома группы.

## Высказывания Ноэла Галлахера об альбоме
- Fuckin in the Bushes (рус. Тр***ться в кустах)

«Я работал над ремиксом группы Unkle для James Lavelles. Мы потратили целый день на запись, а потом стали валять дурака с drumloop’ами. Я записал на них мелодию для бас-гитары и для остальных гитар, получилось очень даже неплохо. Мы ещё посмотрели фильм про Isle of Wight Festival 1970, поржали над теми чудаками в фильме и использовали их голоса как семплы. Начинается с того, что учредитель ругается на каких-то хиппи, сломавших ограду вокруг территории фестиваля».
- Go Let It Out (рус. Не сдерживайся)

«Сначала песня была меланхолическая, медленная, в ленноновском стиле. Но когда мы записали демоверсию, получилось быстрее и тяжелее. Мы хотели, чтобы звучание было похоже на битловские 60-е, и записали всякие там меллотроны и ситар. Я, как Пол МакКартни, играл на басу».
- Who Feels Love? (рус. Кто чувствует любовь?)

«Ну это что-то похожее на „Dear Prudence“ (Битлз) и на „Lucy in the Sky with Diamonds“, очень большая и очень оазисовская. Можно даже потанцевать. Песню я написал рано утром в Таиланде полтора года назад. Очень хотелось ненадолго уехать из Лондона. Настроение в музыке навеяно посещением большого количества местных храмов».
- Put Yer Money Where Yer Mouth Is (рус. Засунь свои деньги себе в рот)

«Эту песню мы написали во время демозаписи альбома. Довольно энергичная получилась. Но я бы ещё поработал над словами, в песне постоянно повторяются одни и те же строки».
- Little James (рус. маленький Джеймс)

«Это первая песня Лиама, вошедшая в альбом. Посвящается Петси и Джеймсу, её сыну от Джима Керра. Как-то, когда Лиам сидел один в комнате, мы подсунули ему туда микрофон. Он как раз напевал песню себе под нос. Мы ему ничего не сказали, сыграли и записали её. Позже он поехал с Петси в отпуск, мы придумали к песне слова и подправили мелодию. А когда Лиам вернулся из Teneriffe, то ему осталось только пойти в студию и спеть».
- Gas Panic! (рус. Паническая атака)

«Чем-то похожа на Led Zeppelin, почти хип-хоп. Два года назад я сильно болел. На часах 4 утра, а я все ещё не мог уснуть. Обычно я будил Мэг, и она вынуждена была сидеть и болтать со мной всю ночь. Но в эту ночь я её не добудился, тогда я взял гитару и написал песню про то, как я себя чувствую».
- Where Did All Go Wrong? (рус. Когда же всё пошло не так?)

«Эта песня напомнит людям о том, что мы рок-группа. Слова в песне про всяких богатых и знаменитых персонах, которые не дают мне покоя и пытаются навесить на меня свои проблемы. Многие богатые — психи и разрушают сами себя. Они думают, что у них все будет хорошо, если они будут лечиться в частных клиниках каждые 6 месяцев. Но на самом деле только сами они могут решить свои проблемы».
- I Can See A Liar (рус. Я вижу лжеца)

«Эта звучит в стиле Sex Pistols. Это любимая песня Лиама на этом альбоме, значит, петь её должен, конечно, он. Лиам есть Лиам. Он всё время стонет и на что-нибудь жалуется. И не прекратит ныть, пока не получит то, что хочет».
- Roll It Over (рус. Оставь всё так)

«А эта моя любимая. Про людей, которые любят сплетничать. Я много таких знаю, особенно женщин. Песня получилась лёгкая и радостная, рассказывает о направлениях, которые мы выбираем в будущем. Она наиболее психоделическая, чем остальные треки альбома и самая длинная».

## Отзывы критиков
Владимир Завьялов (Афиша Daily) в ретроспективном обзоре творчества группы сожалел, что коммерческий неуспех альбома откатил Oasis «к прежней версии себя, а развитие экспериментов с психоделией и электроникой осталось в области фанатских фантазий».

## Список композиций
- Все песни, кроме № 5, написаны Ноэлом Галлахером.

1. «Fuckin' in the Bushes» — 3:18
2. «Go Let It Out» — 4:38
3. «Who Feels Love?» — 5:44
4. «Put Yer Money Where Yer Mouth Is» — 4:27
5. «Little James» (написана Лиамом Галлахером при участии группы) — 4:15
6. «Gas Panic!» — 6:08
7. «Where Did It All Go Wrong» — 4:26
8. «Sunday Morning Call» — 5:12
9. «I Can See a Liar» — 3:13
10. «Roll It Over» — 6:36

## Участники записи
Oasis
- Лиам Галлахер — вокал
- Ноэл Галлахер — гитара, вокал, бас-гитара, клавишные, продакшн
- Алан Уайт — перкуссия, ударные

Приглашённые музыканты
- Пол Стейси — клавишные, лид-гитара («Fuckin' in the Bushes»), гитара («Who Feels Love?»), бас-гитара («Who Feels Love?», «Gas Panic!», «I Can See a Liar», «Roll It Over»), акустическая гитара («Where Did It All Go Wrong?»), гитарное соло («Roll It Over»)
- П. П. Арнольд — бэк-вокал («Fuckin' in the Bushes», «Put Yer Money Where Yer Mouth Is», «Roll It Over»)
- Линда Льюис — бэк-вокал («Fuckin' in the Bushes», «Put Yer Money Where Yer Mouth Is», «Roll It Over»)
- Марк Койл — ситар («Put Yer Money Where Yer Mouth Is»), 12-струнная акустическая гитара («Little James»)
- Марк Фелтем — губная гармоника («Gas Panic!»)
- Тони Дональдсон — минимуг и меллотрон («Gas Panic!»)
- Шарлотта Глассон — флейта («Gas Panic!»)

Дополнительный персонал
- Марк Стент — продакшн, звукорежиссёр
- Пол Стейси — звукорежиссёр
- Уэйн Уилкинс — ассистент звукорежиссёра
- Пол Уолтон — ассистент звукорежиссёра
- Аарон Претли — ассистент звукорежиссёра
- Хауи Вейнберг — мастеринг
- Ян Кьюбетр — программирование, Pro Tools
- Стив Робинсон — студийный ассистент

## Позиции в чартах
| Чарт (2000)                     | Позиция |
| ------------------------------- | ------- |
| Australian Albums Chart         | 6       |
| Austrian Albums Chart           | 3       |
| Belgian Albums Chart (Flanders) | 12      |
| Belgian Albums Chart (Wallonia) | 15      |
| Canadian Albums Chart           | 8       |
| Dutch Albums Chart              | 16      |
| Finnish Albums Chart            | 4       |
| French Albums Chart             | 6       |
| German Albums Chart             | 5       |
| Irish Albums Chart              | 1       |
| Italian Albums Chart            | 1       |
| Japanese Albums Chart           | 4       |
| New Zealand Albums Chart        | 8       |
| Norwegian Albums Chart          | 4       |
| Swedish Albums Chart            | 3       |
| Swiss Albums Chart              | 3       |
| UK Albums Chart                 | 1       |
| US Billboard 200                | 24      |